# Krzysztof Radomski
Krzysztof Radomski (ur. 5 kwietnia 1967 w Wysokiem Mazowieckiem) – generał broni Wojska Polskiego; doktor nauk o bezpieczeństwie (2021); dowódca 16 Pomorskiej Dywizji Zmechanizowanej (2019–2022); szef Inspektoratu Kontroli Wojskowej (2022–2023); dyspozycja Dyrektora Departamentu Kadr MON – SG WP (2023–2024).

## Życiorys
Krzysztof Radomski urodził się 5 kwietnia w 1967 w Wysokiem Mazowieckiem.

### Wykształcenie
Absolwent Wyższej Szkoły Oficerskiej Wojsk Zmechanizowanych (1992) oraz Wyższego Kursu Doskonalenia Oficerów (kurs dowódców batalionu) we Wrocławiu (1996). Ukończył studia II stopnia na Akademii Obrony Narodowej w której uzyskał tytuł oficera dyplomowanego (2001) oraz studia podyplomowe na tej uczelni: przywództwo i negocjacje (2006), Podyplomowe Studia Operacyjno – Strategiczne (2010) oraz Podyplomowe Studia Polityki Obronnej (2016). Studia III stopnia (studia doktoranckie) na Wydziale Zarządzania i Dowodzenia na Akademii Sztuki Wojennej w Warszawie, uzyskał stopień doktora w zakresie nauk o bezpieczeństwie (2021), promotorem jego był prof. dr hab. Andrzej Polak.

### Przebieg służby
Po promocji jako podchorąży Wyższej Szkoły Oficerskiej Wojsk Zmechanizowanych we Wrocławiu służbę zawodową rozpoczął w październiku 1992 w 2 pułku zmechanizowanym w Giżycku na stanowisku dowódcy plutonu zmechanizowanego. W latach 1994–1997 pełnił obowiązki dowódcy plutonu w kompanii piechoty zmotoryzowanej, a potem dowódcy kompanii zmechanizowanej, następnie szefa sztabu  – zastępcy dowódcy batalionu zmechanizowanego w 15 Brygadzie Zmechanizowanej w Giżycku. W 2001 roku, po ukończeniu studiów na AON, został skierowany do Braniewa, gdzie w 9 Brygadzie Kawalerii Pancernej pełnił służbę na stanowisku zastępcy dowódcy batalionu zmechanizowanego. Następnie w 15 Brygadzie Zmechanizowanej objął funkcję dowódcy batalionu dowodzenia, którą sprawował do 2004 .
W latach 2004–2005 pełnił służbę na stanowisku dowódcy 2 batalionowej grupy bojowej z 1 Brygady Wielonarodowej Dywizji Centrum–Południe (MND CS) w Polskim Kontyngencie Wojskowym w Iraku podczas III zmiany misji stabilizacyjnej, w ramach operacji „Iraq Freedom”. W lutym 2005 roku, po misji w Iraku, powrócił do Giżycka, gdzie pełnił służbę na stanowisku szefa szkolenia 15 Brygady Zmechanizowanej. W międzyczasie ukończył studia podyplomowe w AON na kierunku przywództwa i negocjacji w 2006 roku oraz w 2010 roku na wydziale operacyjno – strategicznym, po czym powrócił w 2010 roku do Braniewa, gdzie sprawował funkcję szefa szkolenia 9 Brygady Kawalerii Pancernej. W 2012 został wyznaczony na stanowisko zastępcy dowódcy brygady oraz p.o. dowódcy brygady w 1 Brygadzie Pancernej w Wesołej. W dniach 7–10 kwietnia 2014, pełniąc obowiązki dowódcy 1 Warszawskiej Brygady Pancernej był kierownikiem ćwiczenia dowódczo-sztabowego „Pantera 14”, które było wspomagane komputerowo systemem symulacji pola walki (Joint Conflict and Tactical Simulation – JCATS).
2 maja 2016 roku minister obrony narodowej Antoni Macierewicz wręczył mu nominację na nowe stanowisko służbowe szefa Zarządu Wojsk Pancernych i Zmechanizowanych – zastępcy Inspektora Wojsk Lądowych w Dowództwie Generalnym Rodzajów Sił Zbrojnych w Warszawie, obowiązki objął 4 maja 2016. Z dniem 1 kwietnia 2019 roku objął funkcję zastępcy dowódcy – szefa sztabu 16 Pomorskiej Dywizji Zmechanizowanej. 19 lipca 2019 minister obrony narodowej Mariusz Błaszczak nominował go na dowódcę 16 DZ. W latach 2021–2022 był odpowiedzialny za działania wojska na terenach przygranicznych podczas kryzysu na polsko-białoruskiej granicy.
W marcu 2022 jako dowódca 16 DZ organizował ćwiczenia „Bull Run 18”, którego celem było sprawdzenie gotowości wojsk do sprawnego przemieszczenia pododdziałów na znaczną odległość oraz prowadzenia działań obronnych. 28 czerwca 2022 minister obrony narodowej Mariusz Błaszczak wyznaczył go na stanowisko szefa nowo utworzonego Inspektoratu Kontroli Wojskowej, z dniem objęcia obowiązków służbowych 1 lipca 2022. 
18 grudnia 2023 został odwołany ze stanowiska szefa Inspektoratu Kontroli Wojskowej przez ministra obrony narodowej Władysława Kosiniak-Kamysza i  skierowany do dyspozycji Dyrektora Departamentu Kadr MON, który wyznaczył go do wykonywania zadań w Sztabie Generalnym Wojska Polskiego.
7 kwietnia 2024 kandydował w wyborach samorządowych na radnego do sejmiku województwa warmińsko-mazurskiego z listy Prawa i Sprawiedliwości, otrzymał 1 783 głosów (1,88%) i nie uzyskał mandatu radnego. Po wyborach samorządowych, po ponad 35 latach służby, zakończył zawodową służbę wojskową. 
Organizator przedsięwzięć oraz aktywny działacz na rzecz weteranów i poszkodowanych w misjach wojskowych poza granicami kraju. Interesuje się historią wojskowości, pasją jego jest wędkarstwo. Obecnie mieszka w Wilkasach. Wszedł w skład komitetu wspierającego kandydaturę Karola Nawrockiego na prezydenta RP w wyborach w 2025.

## Awanse
- podporucznik – 1992[2]

(...)
- generał brygady – 29 listopada 2016[30]
- generał dywizji – 15 sierpnia 2019[31]
- generał broni – 10 listopada 2022[32][33]

## Ordery, odznaczenia i wyróżnienia
- Brązowy Krzyż Zasługi[34]
- Złoty Medal „Siły Zbrojne w Służbie Ojczyzny”[35]
- Medal Stulecia Odzyskanej Niepodległości[36]
- Złoty Medal „Za zasługi dla obronności kraju”[37]
- Medal Milito Pro Christo[38]
- Gwiazda Iraku[potrzebny przypis]
- Odznaka tytułu honorowego Zasłużony Żołnierz RP – II stopnia (Srebrna)[potrzebny przypis]
- Złoty Medal za Zasługi dla Straży Granicznej[39]
- Buzdygan Honorowy – 2016, 2019, 2022[31]
- Odznaka pamiątkowa 1 Brygady Pancernej – 2014 (ex officio)
- Odznaka absolwenta Podyplomowych Studiów Polityki Obronnej AON – 2016 (ex officio)
- Odznaka pamiątkowa 16 Pomorskiej Dywizji Zmechanizowanej – 2019 (ex officio)
- Wojskowa Odznaka Sprawności Fizycznej I stopnia
- wyróżniony Statuetką przez weteranów z 15 Brygady Zmechanizowanej – 2020[40]
- Medal „W służbie Bogu i Ojczyźnie”[potrzebny przypis]
- Medal Pamiątkowy Wielonarodowej Dywizji Centrum-Południe w Iraku
- Krzyż Związku Represjonowanych Politycznie Żołnierzy Górników[potrzebny przypis]
- Odznaka "Za wierną służbę pod sztandarami" – Bułgaria[potrzebny przypis]

i inne